# José van Veen
José van Veen (Bodegraven, 9 de enero de 1986) es una deportista neerlandesa que compitió en remo.
Ganó tres medallas en el Campeonato Europeo de Remo entre los años 2016 y 2018. Participó en los Juegos Olímpicos de Río de Janeiro 2016, ocupando el sexto lugar en la prueba de ocho con timonel.

## Palmarés internacional
| Campeonato Europeo | Campeonato Europeo       | Campeonato Europeo | Campeonato Europeo |
| Año                | Lugar                    | Medalla            | Prueba             |
| ------------------ | ------------------------ | ------------------ | ------------------ |
| 2016               | Brandeburgo (Alemania)   | Medalla de plata   | Ocho con timonel   |
| 2017               | Račice (República Checa) | Medalla de plata   | Ocho con timonel   |
| 2018               | Glasgow (Reino Unido)    | Medalla de bronce  | Ocho con timonel   |